# Cai Abivé
Cai Abivé (em persa médio: Kay Abīweh; em avéstico: Aipi.vahu) é uma figura mitológica do folclore iraniano e tradição oral, membro da semi-lendário dinastia caiânida.

## Vida
Cai Abivé era filho do xá Caicobado. Segundo a Criação Original (35.37-40), sua mãe era Franaga, filha de Vadarga, um descendente de Manuxir. Vadarga, que era feiticeiro, tentou capturar a xwarrah ("glória") de Feredum, que estava num talo de junto no mar Fraquecarda, para dar a seus três filhos, mas a xwarrah foi a Franaga. Quando seu pai ameaçou matá-la, disse que preferiria dar seu filho para Uxibam. Uxibam a salvou e a criança, ao nascer, foi entregue a ele para ser seu colaborador durante a Mistura. A estória também é aludida no Julgamentos religiosos (Dādestān ī dēnīg, 47.33) que lida com o simbolismo do Iasna, onde se diz que a xwarrah na oferenda de leite simboliza a xwarrah que chegou a Osnar por sua mãe e aquela que veio a Caicobado de Franaga, filha de Vadraga. Para Prods Oktor Skjærvø, isso provavelmente é um erro, ou, menos provavelmente, a xwarrah veio de Franaga a Caicobado como futuro pai de Abivé. Arthur Christensen sugeriu que o sugeriu que Iaste 13.140 "Frani (Frə̄ nī) esposa de Usinema (Usinəmah)" referiu-se a esta estória.
Um mito baseado em seu nome parece estar preservado na descrição do amanhecer na Criação Original (26.88-89 [90]), onde as divindades e seus colaboradores são descritos. Aqui se diz que o alvorecer é a época em que os homens são mais propensos a alcançar (ayābag-tar) ōš (amanhecer, consciência?) e algo de bom (weh) chega e é aprendido. Em Iasna 19.8, ayābagīh apresenta a Av. ape, o que torna possível que o conteúdo da Criação Original é uma exegese do nome Aipi.vahu, interpretado como "alcançar o bem (coisas)". Cai Abivé também é listado junto a Caicosroes em Sudgar (Dencarde 9.23.2) como um dos imortais que serão despertados no final dos tempos. Para Skjærvø, essas estórias estão ligadas à regeneração cósmica e o ritual da aurora e, em particular, o alvorecer escatológico que introduz o dia eterno.
A Criação Original e Dencarde afirmam que Abivé era pai de quatro filhos (Cai Araxe, Cai Biarxe, Cai Pisim, Caicaus), enquanto fontes muçulmanas fazem várias distorções: Tabari cita Cai Araxe como filho de Cai Abivé, mas também coloca os quatro irmãos, mais Cai Abibe, como filhos de Caicobado, uma versão que Balami segue; Abu Hanifa de Dinavar diz que Caicaus, Cai Abibe e Cai Caivas (Cai Araxe?) eram filhos de Caicobado; a Épica dos Reis de Ferdusi e Gardizi colocam os quatro irmãos da Criação Original (trocando o nome de um deles para Cai Armine ou Cai Arxexe dependendo da leitura) como filhos de Caicobado; Taalebi coloca Cai Araxe como filho de Caicobado, mas Caicaus como seu filho e sucessor; Hâmeza e Albiruni (com Macdeci) registram, respectivamente, Cai Pisim e Caicaus como filhos de Cai Abivé; a crônica do século XII Moǰmal al-tawāriḵ pôs Caicaus, Cai Paxine, Cai Arxexe e Cai Araxe como filhos de Caicobado, enquanto noutra versão, da mesma obra, Caicaus era filho de Cai <ʾfrh>, filho de Caicobado.